# 674 a.C.
Il 674 a.C. (DCLXXIV a.C. in numeri romani) è un anno  del VII secolo a.C.